# Kurt Welter
Kurt Welter (* 25. Februar 1916 in Köln-Lindenthal; † 7. März 1949 in Leck) war ein deutscher Jagdflieger und der erfolgreichste Düsenjäger-Pilot des Zweiten Weltkrieges. Auf sein Konto gehen 63 Luftsiege in nur 93 Kampfeinsätzen. Davon erzielte er 56 Abschüsse in Nachteinsätzen und 25 mit dem ersten in Serie produzierten Düsenjäger der Welt, der Me-262.

## Leben und Karriere
Im Alter von 18 Jahren ging Kurt Welter am 1. Oktober 1934 zur Luftwaffe und erhielt eine Ausbildung zum Flugzeugführer sowie aufgrund seiner fliegerischen Begabung eine Zusatzausbildung als Fluglehrer.
Während des Zweiten Weltkrieges wurde er am 1. August 1940 zum Feldwebel befördert und zunächst zum Flieger-Ausbildungs-Regiment 63 versetzt. Danach war er als Ausbilder an der Fluglehrerschule auf dem Fliegerhorst Quedlinburg und vom 10. August 1943 an als Oberfeldwebel an der Blindflugschule 10 auf dem Fliegerhorst Altenburg (Nobitz) als Nachtflugausbilder tätig. 
Am 2. September 1943 wurde Welter zu einer Nachtjägereinheit (5./JG 301) versetzt, die vor allem mit Jagdflugzeugen der Typen Focke-Wulf Fw 190 A-5 und Fw 190 A-6 ausgerüstet war (Wilde-Sau-Nachtjagdverfahren). In seinem ersten Nachteinsatz gegen alliierte Bombereinheiten am 22. September 1943 schoss er bereits zwei viermotorige Bombenflugzeuge ab. Weitere Abschüsse folgten und bis Anfang April 1944 hatte er in nur 15 Einsätzen bereits 17 Luftsiege erzielt. Hierfür erhielt er am 10. Mai das Deutsche Kreuz in Gold. 
Nach seiner Versetzung zum 5./JG 300 am 7. Juli 1944 und zum 10./JG 300 am 4. September 1944 setzte Welter seine Erfolge fort und schoss allein in der Nacht zum 29. August 1944 vier viermotorige britische Bomber vom Typ Avro Lancaster ab. Am 18. Oktober wurde er für insgesamt 33 Luftsiege in 40 Einsätzen, darunter einen durch einen Rammstoß, mit dem Ritterkreuz des Eisernen Kreuzes ausgezeichnet. 
Im Januar 1945 erhielt seine Einheit Strahlflugzeuge des Typs Messerschmitt Me 262, mit denen er seine Abschusserfolge fortsetzte. Am 11. März 1945 erhielt Oberleutnant Welter nach 48 Luftsiegen das Eichenlaub zum Ritterkreuz des Eisernen Kreuzes verliehen. 
Welter starb nach dem Krieg bei einem Unfall, als sein Auto an einem Bahnübergang im schleswig-holsteinischen Leck unter Baumstämmen begraben wurde, die – ungenügend gesichert – von einem vorüberfahrenden Güterzug gefallen waren.

## Auszeichnungen
- Eisernes Kreuz (1939) II. und I. Klasse
- Ehrenpokal der Luftwaffe am 20. März 1944
- Deutsches Kreuz in Gold am 10. Mai 1944[1]
- Ritterkreuz des Eisernen Kreuzes[1]
  - Ritterkreuz am 18. Oktober 1944
  - Eichenlaub am 11. März 1945 (769. Verleihung)